# Gopher (giao thức)
Gopher (phiên âm tiếng Anh: /ˈɡoʊfər/, dịch: Chuột nang) là một giao thức dùng trong việc phân phối, tìm kiếm và truy cập tài liệu trên nền mạng Internet. Bản thân giao thức này và giao diện người dùng được thiết kế để điều hướng chủ yếu thông qua các menu. Giao thức này đã từng được đề xuất như một giao thức thay thế HTTP cho World Wide Web (WWW) khi WWW còn đang trong giai đoạn hình thành, nhưng cuối cùng không thu hút được công chúng, dẫn đến việc nhường đường lại cho HTTP lên ngôi. Hệ sinh thái Gopher sau này thường được xem là tiền nhiệm của WWW.
Gopher được phát triển bởi một nhóm dẫn đầu bởi Mark P. McCahill tại Đại học Minnesota. Nó cung cấp thêm những tính năng không được hỗ trợ trực tiếp bởi Web và đặt nặng ràng buộc về cấu trúc và tính phân cấp trên các văn bản. Giao diện thuần chữ (TUI) của nó thích hợp cho những môi trường làm việc từ xa thông qua các terminal, vốn phổ biến vào năm 1991 - thời điểm giao thức này được tạo ra, và tính đơn giản của giao thức này mở ra nhiều phương thức cài đặt các phần mềm phía client để sử dụng. Các phiên bản cải tiến của Gopher sau này hỗ trợ thêm dữ liệu đa phương tiện. Gopher được ưa chuộng bởi các người quản trị mạng vì tính tiết kiệm tài nguyên của nó so với Web.
Kiến trúc mang tính phân cấp của Gopher đã tạo ra nền tảng để dựng lên thư viện số quy mô lớn đầu tiên trên thế giới. Cho dù hiện tại giao thức Gopher đã bị thay thế hoàn toàn bởi Web trên Internet, giao thức này vẫn còn được dùng bởi các nhóm những người đam mê Gopher, trên các máy chủ quy mô nhỏ vẫn còn được bảo trì.